# Stefan Brink

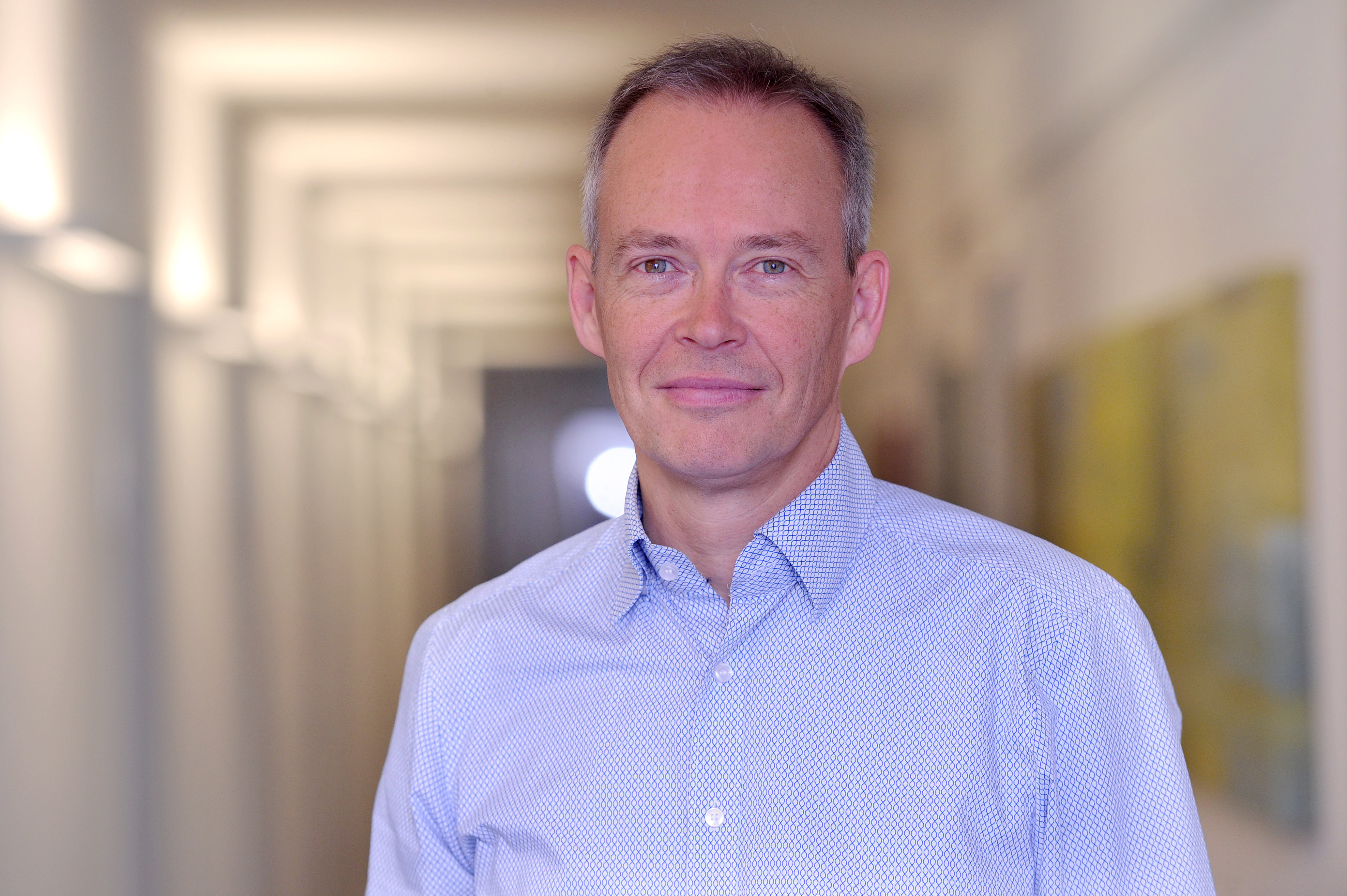
Stefan Brink (2016)

Stefan Brink (* 1966 in Kaiserslautern) ist ein deutscher Jurist. Von 2017 bis 2022 war er der Landesbeauftragter für den Datenschutz und die Informationsfreiheit Baden-Württemberg.

## Werdegang
Brink studierte in Mainz, Heidelberg, Dijon und Paris Jura. Er wurde bei Hans Herbert von Arnim an der Deutschen Universität für Verwaltungswissenschaften in Speyer promoviert. Er war beim Wissenschaftlichen Dienst des Landtags Rheinland-Pfalz und später als Richter am Verwaltungsgericht Koblenz sowie als Wissenschaftlicher Mitarbeiter beim Bundesverfassungsgericht (1. Senat, Reinhard Gaier) tätig. Diesen Tätigkeiten folgte bis zu seinem Wechsel nach Baden-Württemberg 2008 seine Amtszeit als Leiter Privater Datenschutz beim Landesbeauftragten für den Datenschutz und die Informationsfreiheit in Rheinland-Pfalz sowie als Stellvertretender Landesbeauftragter für die Informationsfreiheit Rheinland-Pfalz.
Brink ist Mitglied der FDP und wurde – auf Vorschlag der Grünen – am 1. Dezember 2016 vom Landtag von Baden-Württemberg mit 108 von 125 Stimmen zum Landesbeauftragter für den Datenschutz und die Informationsfreiheit Baden-Württemberg gewählt. Er war damit Nachfolger des bereits am 30. April 2016 aus dem Amt geschiedenen Jörg Klingbeil. Die lange Vakanz war zuvor kritisch gesehen worden, die späte Nachbesetzung erschien bereits der damaligen Bedeutung des Datenschutzes unangemessen. Seine Amtsgeschäfte nahm er am 1. Januar 2017 auf. Seine Tätigkeit als Landesdatenschutzbeauftragter beendete er zum Jahresende 2022.
Er ist Gründer und geschäftsführender Direktor des Wissenschaftlichen Instituts für die Digitalisierung der Arbeitswelt in Berlin.
Brink hat zu verschiedenen rechtswissenschaftlichen, insbesondere auch datenschutzrechtlichen Themen publiziert. Als Lehrbeauftragter war er sowohl an der Deutschen Universität für Verwaltungswissenschaften Speyer als auch an der Europa-Universität Viadrina in Frankfurt/Oder engagiert.
Im Zuge der Ibiza-Affäre bezeichnete Brink die Erstellung des Strache-Videos als „kriminelles Unrecht“ und stieß damit auf Unverständnis.
Brink kam erneut in die Schlagzeilen, als er während der Corona-Pandemie eine Geldbuße von über 1,2 Millionen Euro gegen die Krankenkasse AOK Baden-Württemberg verhängte.
2022 erhielt Brink den GDD-Datenschutzpreis.
Brink ist verheiratet und hat drei Töchter.